# Dai Fujimoto
Dai Fujimoto (藤本 大 Fujimoto Dai?), född 2 maj 1990 i Kumamoto prefektur, är en japansk fotbollsspelare.
Fujimoto började sin karriär 2013 i Roasso Kumamoto. 2014 blev han utlånad till Renofa Yamaguchi FC. Han gick tillbaka till Roasso Kumamoto 2015. Han avslutade karriären 2015.